# Bandelier National Monument
Le monument national Bandelier (en anglais, Bandelier National Monument) est un monument national américain situé au Nouveau-Mexique, protégeant des ruines de l'ancienne civilisation amérindienne Anasazi, ancêtre des Indiens Pueblos. Le site, créé sur décision du président Woodrow Wilson en 1916, est situé à 15 km au sud de Los Alamos. Son nom provient de l'ethnologue américain Adolph Francis Alphonse Bandelier.

## Monument national
Ces ruines sont moins bien conservées que celles du parc national de Mesa Verde mais sont tout aussi intéressantes. Les Anasazis vivaient dans les falaises découpées des Mesa dans lesquelles ils creusaient des alcôves et plantaient les poutres de leurs maisons. Cette civilisation maîtrisait parfaitement la construction de maisons en pierre de plusieurs étages, la poterie, la vannerie et l'irrigation. Le musée du monument national présente des pièces archéologiques trouvées ici et des reconstitutions de la vie quotidienne des indiens vivant à cette époque.

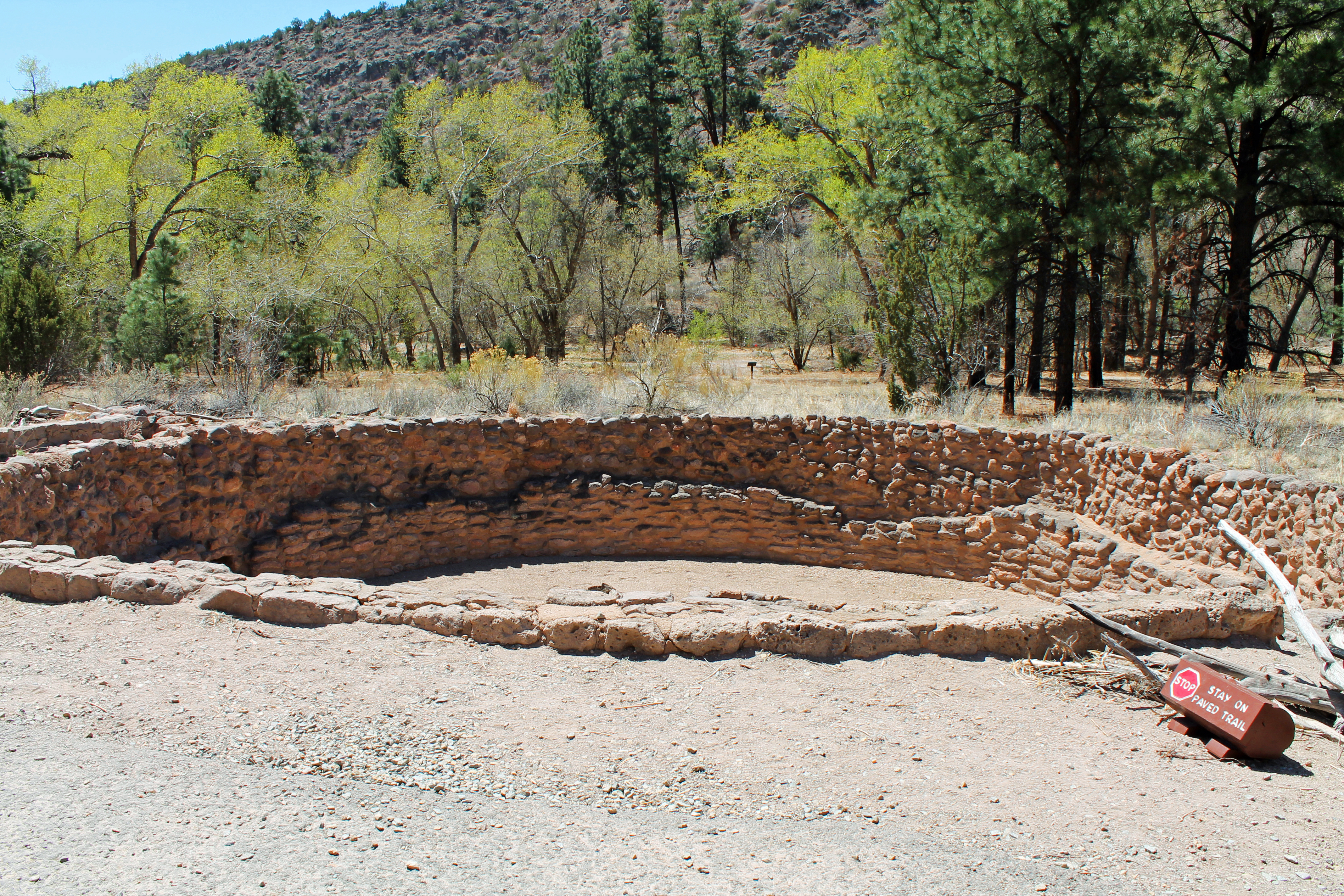
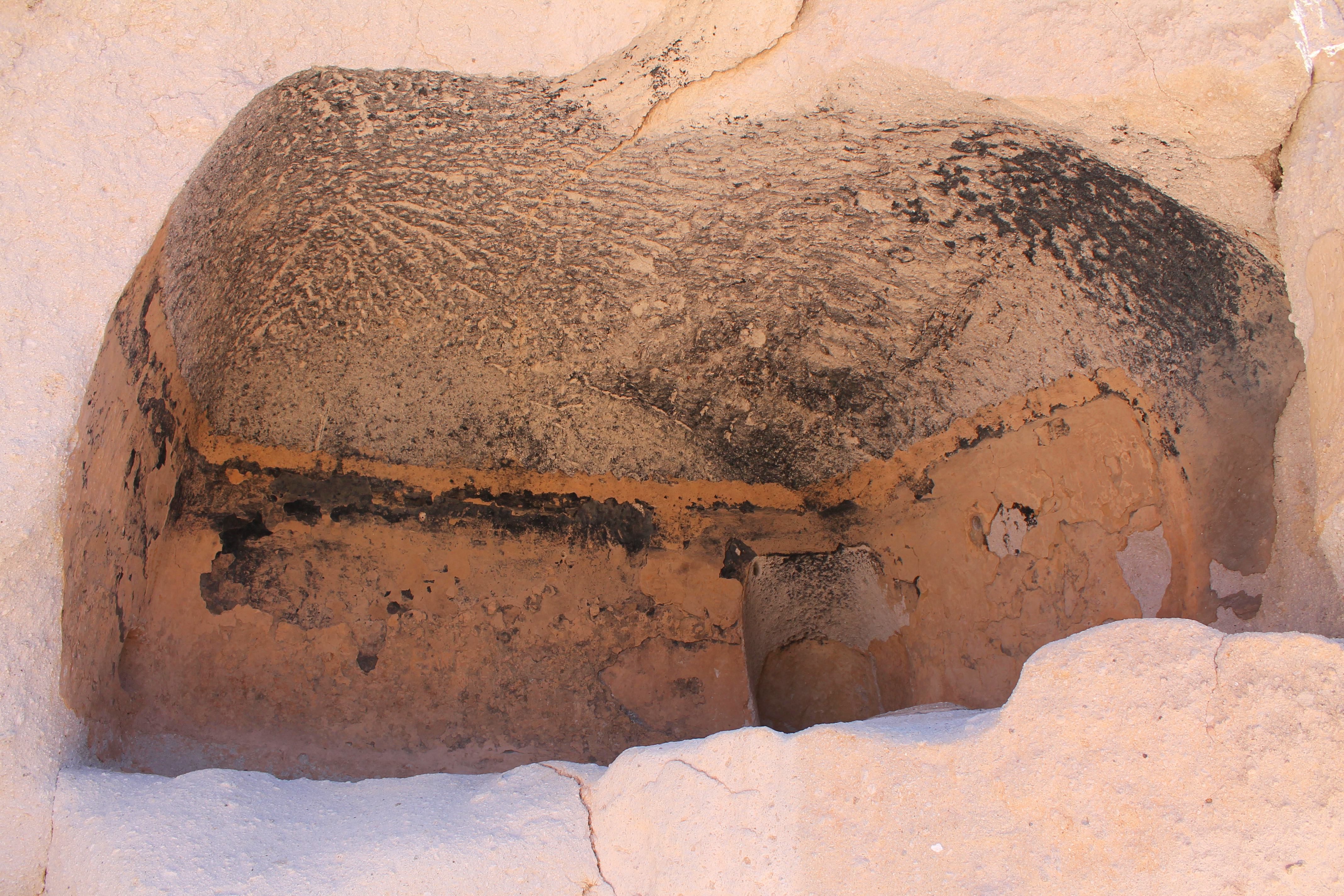
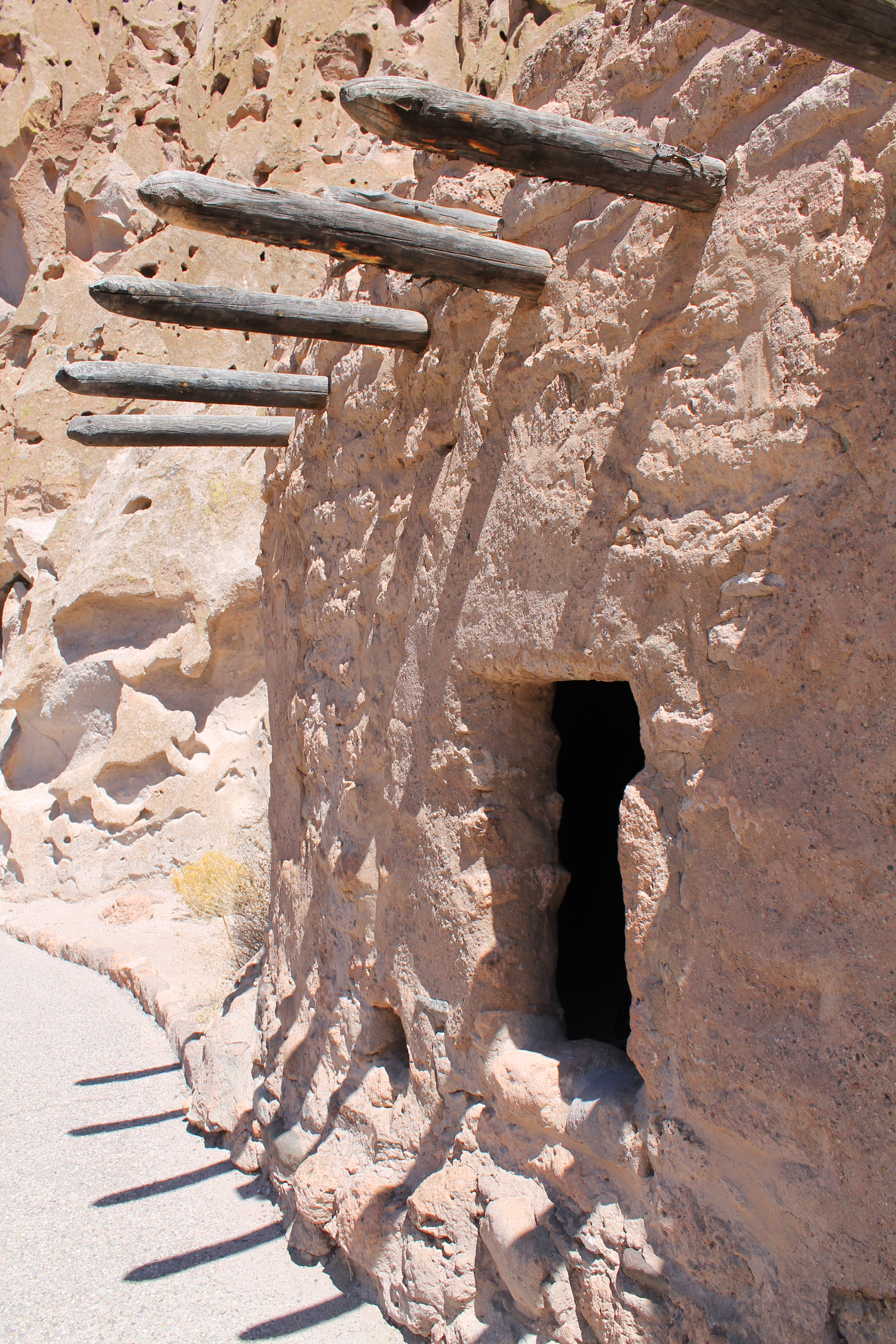
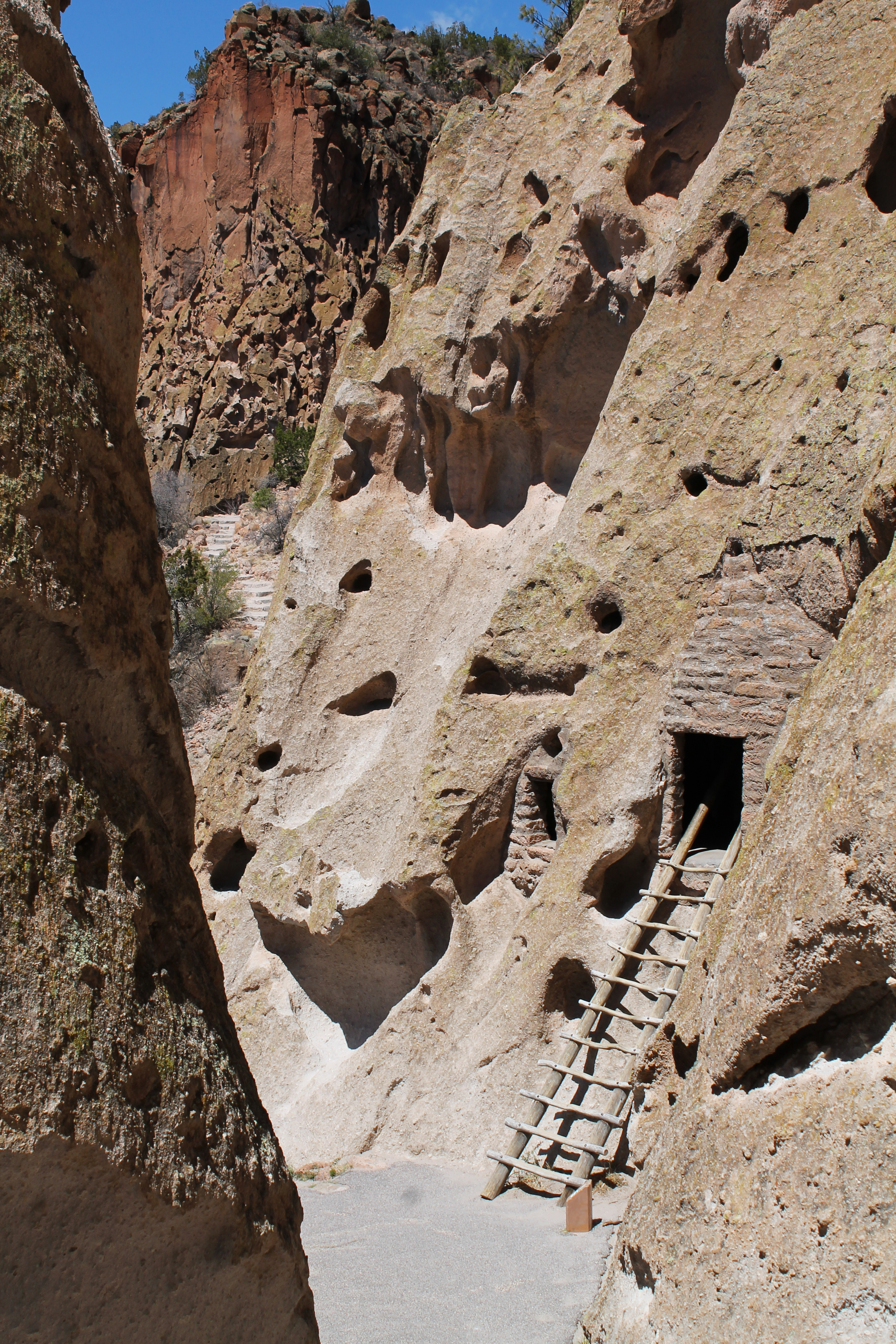
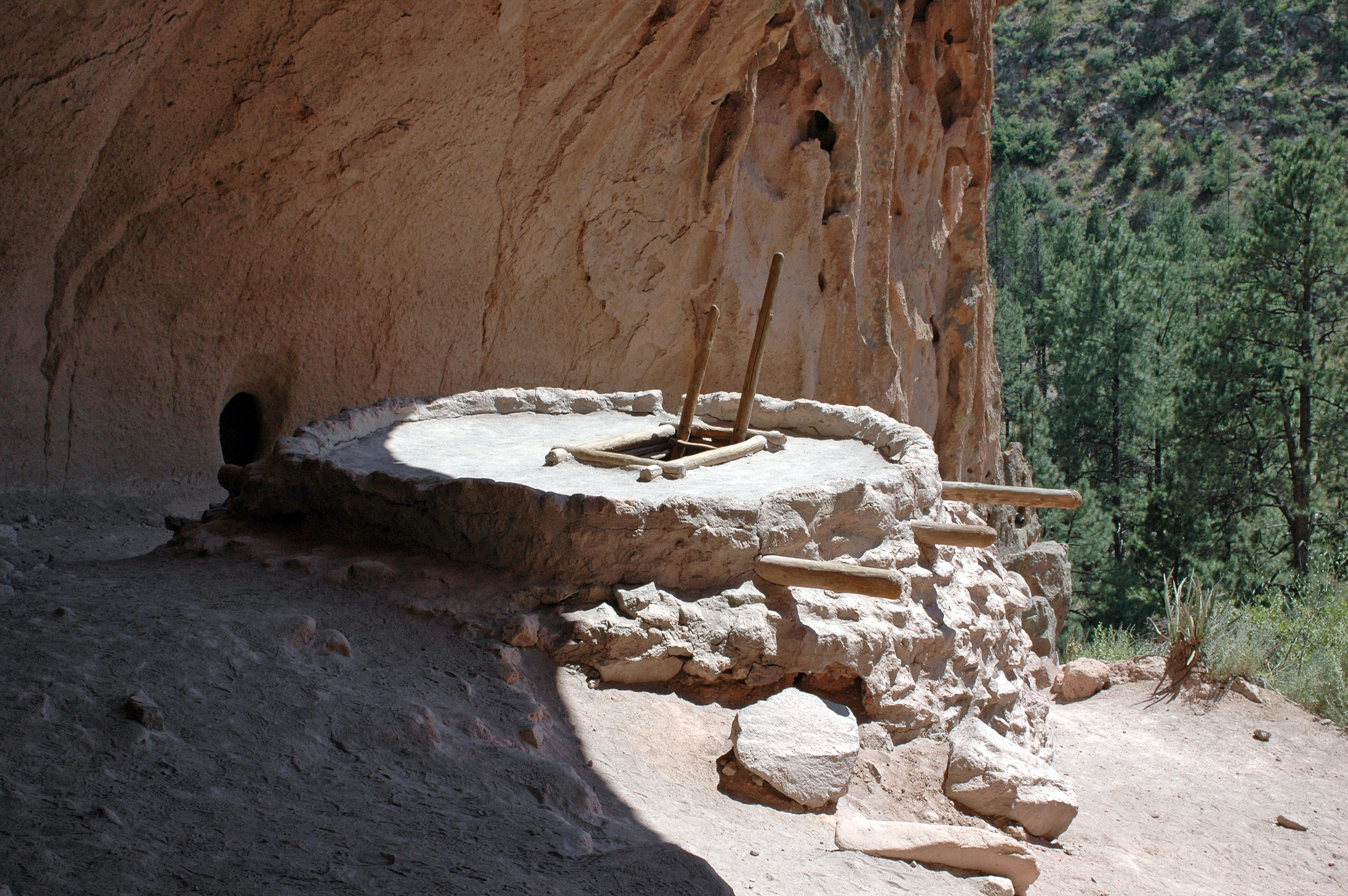
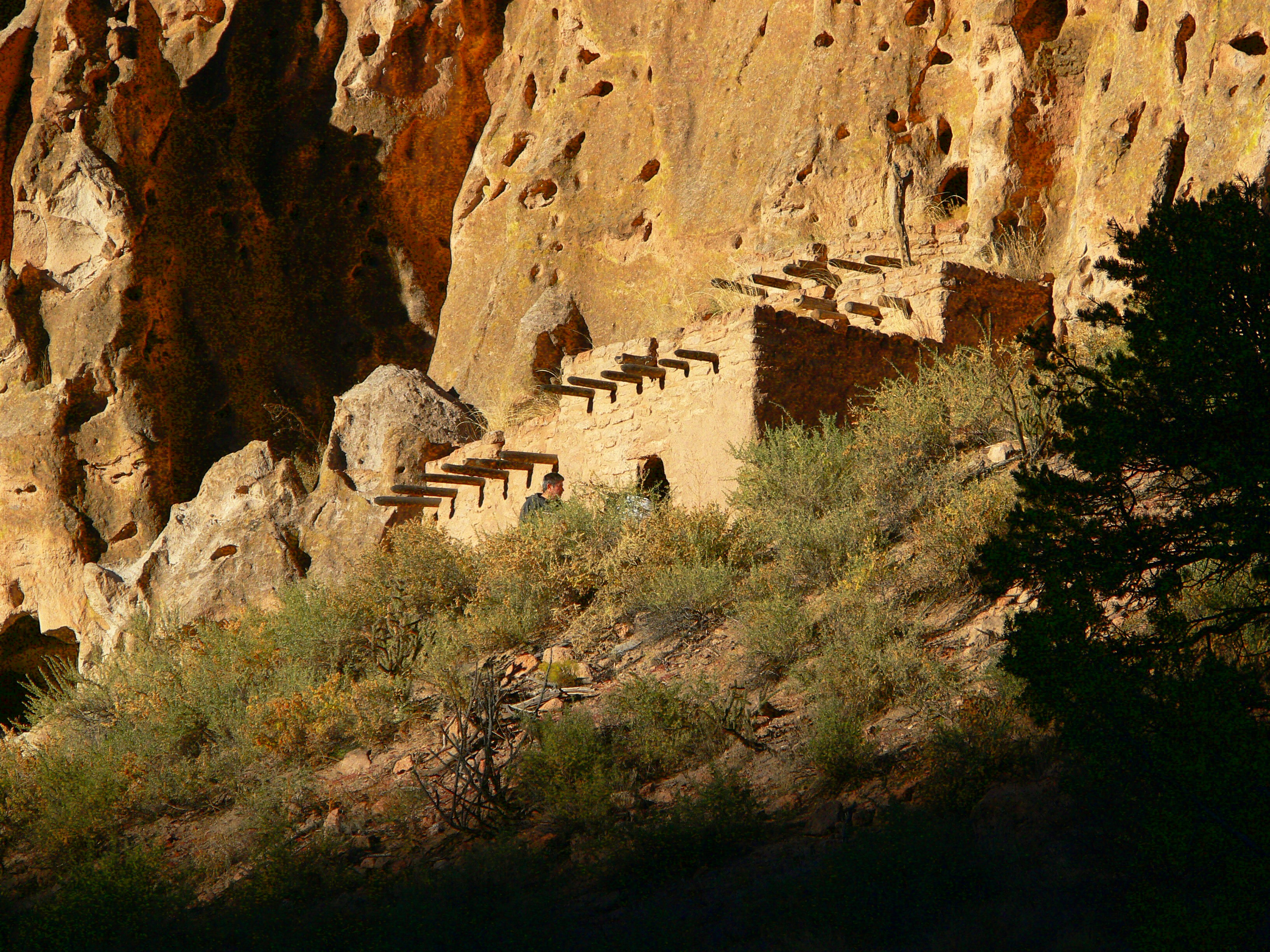

## Faune
La faune est localement abondante, et les cerfs et les écureuils d’Abert sont fréquemment rencontrés dans le canyon Frijoles. L’ours noir et le puma habitent le monument et peuvent être rencontrés par le randonneur de l’arrière-pays. Un troupeau important de wapitis est présent pendant les mois d’hiver, lorsque le manteau neigeux les force à descendre de leur aire de répartition estivale dans les montagnes De Jemez.
Parmi les plus petits mammifères du monument, il y a un grand nombre de chauves-souris qui habitent de façon saisonnière des grottes abritant les parois du canyon, y compris parfois celles du canyon Frijoles. Les dindons sauvages, les vautours, les corbeaux, plusieurs espèces d’oiseaux de proie et un certain nombre d’espèces de colibris sont communs. Des serpents à sonnettes, des tarentules et des « crapauds cornés » (une espèce de lézard) sont parfois vus le long des sentiers.